# Wakker Emmen
Wakker Emmen is een lokale politieke partij in de Nederlandse gemeente Emmen (provincie Drenthe). De partij is in december 2009 opgericht als afsplitsing van Burgerbelangen Gemeente Emmen (BGE). Wakker Emmen is sinds 2010 vertegenwoordigd in de gemeenteraad en sinds 2014 in het College van burgemeester en wethouders.

## Standpunten
- Wakker Emmen stond zeer kritisch tegenover het Atalantaproject, de verplaatsing van Dierenpark Emmen naar een locatie buiten het centrum, met daaraan gekoppeld de bouw van een nieuw theater en de aanleg van een ‘mensenpark’ in het vrijkomende deel van het centrum. Toen de partij in 2014 in het college kwam, accepteerde ze de verhuizing van de dierentuin en de omvorming tot Wildlands Adventure Zoo als voldongen feit. Het ‘mensenpark’ (dat in 2017 de naam Rensenpark kreeg) hoort voor Wakker Emmen een park te blijven en niet te worden volgebouwd.[2]
- Wakker Emmen verzette zich tegen een windmolenpark bij Barger-Compascuum, dat het college dat in de jaren 2010-2014 Emmen bestuurde, wilde aanleggen. In plaats daarvan wil de partij inzetten op zonne-energie, geothermie en verduurzaming van woningen en gebouwen.[2] Dit standpunt kwam ook terecht in het collegeakkoord van 2014, waarin stond dat er in Emmen geen windmolens zouden komen. Op 19 augustus 2014 besloten Gedeputeerde Staten van de provincie Drenthe echter de bouw van ca. 30 windmolens in de gemeente Emmen dwingend voor te schrijven.[3]
- Wakker Emmen stelde bij de verkiezingen van 2014 dat de kernen en het wegennet van de dorpen rond Emmen (zoals Emmer-Compascuum, Erica, Klazienaveen, Nieuw-Amsterdam en Schoonebeek) werden achtergesteld bij die van Emmen zelf. De partij wilde hieraan een eind maken. Bij de verkiezingen van 2014 was Wakker Emmen in het ‘buitengebied’ dan ook met afstand de grootste partij.[4][5] In de jaren 2014-2018, toen Wakker Emmen in het college zat, zijn de centra van Nieuw-Amsterdam, Erica en Schoonebeek aangepakt en zijn er plannen gemaakt voor het centrum van Emmer-Compascuum.
- De partij wil meer steun voor sportverenigingen, maar de betaaldvoetbalclub FC Emmen moet ‘zelf de broek ophouden’.[2]
- Wakker Emmen is van mening dat lastenverlichting voor de inwoners van en het bedrijfsleven in de gemeente te combineren is met een kleinere gemeentelijke overheid. Dit is volgens de partij te realiseren door verlaging van de regeldruk en minder bureaucratie.

## Verkiezingsresultaten
Wakker Emmen deed tijdens de gemeenteraadsverkiezingen van 2010 voor het eerst mee en behaalde toen 5 van de 39 zetels. Bij de gemeenteraadsverkiezingen van 2014 kwam de partij terug in de raad, ditmaal met 15 zetels. Daarmee was Wakker Emmen veruit de grootste partij geworden. Bij de gemeenteraadsverkiezingen van 2018 behaalde de partij 11 zetels. Ondanks het verlies van vier zetels bleef Wakker Emmen de grootste partij. Bij de gemeenteraadsverkiezingen van 2022 steeg de partij opnieuw naar 15 zetels.
| Jaar          | 2010 | 2014 | 2018 | 2022 |
| ------------- | ---- | ---- | ---- | ---- |
| Aantal zetels | 5    | 15   | 11   | 15   |

## In het college
In de raadsperiode 2010-2014 voerde de partij doorgaans oppositie tegen het beleid van het College van burgemeester en wethouders, dat toen bestond uit PvdA, CDA en VVD.
Na de gemeenteraadsverkiezingen van maart 2014 nam Wakker Emmen als grootste partij het voortouw in de besprekingen over een nieuw college. Het resultaat was een college waarin Wakker Emmen met drie zetels was vertegenwoordigd en PvdA en CDA elk met een.
Na de gemeenteraadsverkiezingen van maart 2018 bleef deze coalitie in stand, maar nu kregen Wakker Emmen en PvdA elk twee zetels en hield het CDA één zetel. Na de gemeenteraadsverkiezingen van maart 2022 kwam een college tot stand met vier zetels voor Wakker Emmen en twee zetels voor de PvdA.

## Sterk Lokaal
Bij de verkiezingen voor de Provinciale Staten van 18 maart 2015 maakte Wakker Emmen deel uit van een samenwerkingsverband van lokale partijen, dat onder de naam Sterk Lokaal in Drenthe meedeed. De partij haalde één zetel in de Provinciale Staten van Drenthe.